# 100 подвигов Эдди Макдауда
«100 по́двигов Э́дди Макда́уда» (англ. 100 Deeds for Eddie McDowd) — американский комедийный семейный телесериал, который демонстрировался на канале Nickelodeon в 1999—2002 годах.

## Сюжет
Главный герой — 17-летний Эдди Макдауд, школьный хулиган, которого за его поведение наказал колдун. Он превратил Эдди в собаку. Единственный, кто может слышать голос Эдди — Джастин Тэйлор, которого Макдауд обижал в школе. Эдди снова сможет стать человеком только тогда, когда совершит 100 добрых поступков, и Джастин будет помогать ему в этом.

## В главных ролях
- Джейсон Доринг — Эдди Макдауд
- Сет Грин — Эдди Макдауд (озвучивание)
- Бренда Сонг — Сариффа Чунг
- Брэндон Гилберстадт — Джастин Тэйлор
- Ричард Молл — колдун
- Морган Кибби — Гвен Тейлор
- Катрин МакНил — Лиза Тейлор
- Уильям Френсис Макгуайр — Даг Тейлор

## Номинации
- 2000 — Kids' Choice Awards — любимое животное-актёр
- 2000 — Молодой актёр — лучший молодой актёр в телесериале (драма)
- 2000 — Молодой актёр — лучший семейный телесериал (драма)